# Анастасія Чорногорська
Анастасія (Стана) Петрович-Негош (серб. Анастасіја Петровіћ Његош), також відома в Росії як Анастасія Ніколаївна (23 грудня 1868, Цетинє, Чорногорія — 25 листопада 1935, Антіб, Франція) — принцеса чорногорська, герцогиня Лейхтенбергзька і російська Велика княгиня. Дружина герцога Георгія Максиміліановича Лейхтенбергського і великого князя Миколи Миколайовича. Рідна сестра великої княгині Міліци та королеви Італії Олени.

## Біографія
Стана народилася 23 грудня / 4 січня 1868 в православній родині князя Ніколи I Негоша, чорногорського владики і Мілени Вукович, дочки місцевого воєводи.
Анастасія, як і три її сестри Олена, Міліца і Марія, за бажанням батьків вчилася в Смольному інституті в Петербурзі. Тут же трапилася і перша трагедія в їхній родині: після недовгої хвороби померла Марія (1869—1885). Через кілька років в 1890 померла старша сестра — Зорка (1864—1890), що була одружена з претендентом на престол Сербії Петром Карагеоргієвичем. Ще в Смольному всі стали називати Стану Анастасією. Під цим ім'ям вона й увійшла в імператорську сім'ю.

### Перший шлюб
Нікола I Петрович вирішив, що в інтересах Чорногорії Стана повинна залишитися в Росії. 16/28 серпня 1889 в Петербурзі Стана стала дружиною Георгія Максиміліановича, 6-го герцога Лейхтенбергського (1852—1912), сина Максиміліана Лейхтенберзького де Богарне і великої княгині Марії Миколаївни. Це був 37-річний вдівець, який мав сина Олександра від першої дружини — принцеси Терезії Ольденбургської. Шлюб був укладений без взаємної любові. Принцеса виявилася нещасливою в шлюбі. Відносини між подружжям були відчужено-прохолодними. Герцог більшу частину часу проводив у Франції, залишаючи молоду дружину на самоті. У цьому шлюбі народила, проте, 2 дітей:
- Сергій (1890—1974);
- Олена (1892—1971), в шлюбі з Стефаном Тишкевичем мала одну дочку

При дворі багато хто співчував Анастасії. Сердечно до неї поставилася також імператорська сім'я. Олександра Федорівна та Микола II приймали у себе Анастасію та її старшу сестру Міліцу, яка стала дружиною великого князя Петра Миколайовича, самі ж нерідко відвідували сестер. Микола II став хрещеним батьком первістка Анастасії, сина Сергія.

### Другий шлюб
Познайомилася з великим князем Миколою Миколайовичем в будинку своєї сестри і його своячки Міліци; у них почався роман. Шлюб їх був неможливий, поки вона була одружена з герцогом Лейхтенбергським, що фактично покинув її. Георгій Максиміліанович дав згоду на розлучення, яке відбулося 15 (28) листопада 1906 року. Але в сім'ї Романових розлучення сприйняли негативно, незважаючи на прохання великого князя Миколи Миколайовича. 29 квітня (12 травня) 1907 року, в Ялті, Анастасія одружилася з Миколою Миколайовичем; їй було 40 років, нареченому 50; на церемонії були присутні тільки найближчі. Дітей у них не було.
Обидва чоловіки Анастасії були онуками російського імператора Миколи I. Її сестра Міліца була одружена з дівером Анастасії — Петром Миколайовичем.

## Політична діяльність
Анастасія Чорногорська була відома своєю участю у благодійній та громадській діяльності. Зокрема, вона була кураторкою «Школи Петра Георгійовича Ольденбургського» (призначалася для дівчаток з небагатих сімей, яка повинна була давати їм загальну і професійну освіту) з 1897 до 1917 року.
Анастасія відрізнялася особливою політичною активністю, як зазначало оточення Миколи Миколайовича, їхній шлюб позитивно вплинув на нестримний характер великого князя, «зробив його більш вдумливим в свою роль — роль старшого з усіх родичів царя». Сестрам приписували таємничий вплив на характер і напрям російської зовнішньої політики, і вважали, що вони підігрівають честолюбні помисли своїх чоловіків.
Стана і Міліца були дуже близькими до імператорської родини. Вони зуміли завоювати довіру Олександри Федорівни. Сучасники вважали, що самотній і холодно прийнятій російським двором молодой імператриці гостро не вистачало дружньої підтримки, і «чорногорки», скориставшись цим, швидко знайшли шлях до її серця. Репутація у них була далеко не ідеальною — сестри були захоплені містицизмом та окультними науками, і взагалі були небайдужі до діяльності різноманітних «старців», «цілителів» і шарлатанів. Великий князь Олександр Михайлович писав: «Забобонні, простодушні, легко збудливі, ці дві чорногорські княжни являли собою легку здобич для всякого роду авантюристів… У своїх розмовах вони були абсолютно безвідповідальні».
Саме сестри-чорногорки вперше познайомили імператорську сім'ю з Григорієм Распутіним. Потім розчарувалися в ньому та проводили з колишнім «другом» непримиренну боротьбу.
Вищі сановники Російської імперії сестер-чорногорок не шанували та іронічно називали їх «чорногорка № 1» і «чорногорка № 2», а то й «галками» та «чорногорськими павуками». С. Ю. Вітте дав їм нищівну характеристику: «Ох вже ці чорногорки, натворили вони бід в Росії … Щоб розповісти, які капості вони натворили, потрібно написати цілу історію; Не добром пом'януть російські люди їх пам'ять.» Розповідаючи про нескінченні вимагання грошей, що надходять до нього від чорногорок, він пише: «Я уявляю, скільки ці сестри потім на мене обмовляли імператриці. Взагалі ці особи міцно присмокталися до російських грошей.»
Під час революції 1917 року Анастасія разом з чоловіком та іншими членами імператорської сім'ї евакуювалася до Криму; на британському судні вивезена в 1919 до Європи. Деякий час вони гостювали в Генуї у короля Віктора Еммануїла III, чоловіка сестри Анастасії, Олени. Після чого переїхали до Парижу, а потім в Антіб, де Анастасія Миколаївна померла 25 листопада 1935. Похована поруч з чоловіком в крипті церкви Святого Михаїла Архангела в Каннах.